# Феодосій III
Феодосій III (грец. Θεοδόσιος Γ) — імператор Візантії з травня 715 по 25 березня 717 року.
Феодосій III до вступу на престол був збирачем податків у фемі Опсікон. Війська, незадоволені управлінням Анастасія II, підняли повстання і проголосили Феодосія імператором. Він відмовлявся і навіть намагався врятуватися втечею, однак його примусили стати на чолі армії і рушити до Константинополя. Після шестимісячної облоги Константинополь був узятий. Феодосій коронувався, однак пощадив життя поваленого Анастасія. Справами управління він майже не займався і не зумів здобути до себе поваги. Його не визнали імператором 4 стратеги, у тому числі і майбутній імператор Лев III Ісавр, який командував військом в Анатолії. Після перемоги над арабами Леву без зусиль вдалося змусити Феодосія відректися від престолу. Він пішов у монастир в Ефесі, де вів аскетичний спосіб життя.

Це був перший візантійський імператор, що довго пережив своє повалення.